# Крастева, Белослава
Белослава Крастева (болг. Белослава Кръстева; род. 3 мая 2004) — болгарская шахматистка, международный гроссмейстер среди женщин (2023). Победительница чемпионата Болгарии по шахматам среди женщин (2020), победительница командного чемпионата Европы по шахматам среди женщин (2023).

## Биография
В 2019 году Белослава Крастева выиграла чемпионат Болгарии по шахматам среди девушек в возрастной группе до 16 лет. Она выступала за Болгарию на юношеском чемпионате Европы по шахматам и юношеском чемпионате мира по шахматам. 
2019 году Белослава Крастева заняла 3-е место в чемпионате Болгарии по шахматам среди женщин. Год спустя в Софии она выиграла этот турнир, набрав 7 очков в 9 турах.
Белослава Крастева выступала за Болгарию на шахматной олимпиаде среди женщин:
- в 2022 году на третьей доске в 44-й шахматной олимпиады (женщины) в Ченнаи (+6, =1, -3)[6].

Белослава Крастева выступала за Болгарию на командном чемпионате Европы по шахматам среди женщин:
- в 2023 году на запасной доске в Будве (+2, =0, -3) и стала победительницой в командном зачете[7].

В 2019 году ей было присвоено звание мастера ФИДЕ (FM), а четыре года спустя она получила звание международного гроссмейстера среди женщин (WGM).

## Изменения рейтинга
| Графики недоступны из-за технических проблем. См. информацию на Фабрикаторе и на mediawiki.org. |